# Uđđavärri
Uđđavärri är en kulle i Finland.   Den ligger i den ekonomiska regionen Norra Lappland och landskapet Lappland, i den norra delen av landet, 1 000 km norr om huvudstaden Helsingfors. Toppen på Uđđavärri är 292 meter över havet.
Terrängen runt Uđđavärri är huvudsakligen platt, men söderut är den kuperad.  Trakten runt Uđđavärri är nära nog obefolkad, med mindre än två invånare per kvadratkilometer. Omgivningarna runt Uđđavärri är i huvudsak ett öppet busklandskap.